# Гернвілл (Каліфорнія)
Гернвілл (англ. Guerneville) — переписна місцевість (CDP) в США, в окрузі Сонома штату Каліфорнія. Населення — 4552 особи (2020).

## Географія
Гернвілл розташований за координатами 38°31′2″ пн. ш. 122°59′24″ зх. д. / 38.51722° пн. ш. 122.99000° зх. д. (38.517167, -122.989903).  За даними Бюро перепису населення США в 2010 році переписна місцевість мала площу 25,59 км², з яких 25,15 км² — суходіл та 0,44 км² — водойми.

## Демографія
Згідно з переписом 2010 року, у переписній місцевості мешкали 4534 особи в 2305 домогосподарствах у складі 892 родин. Густота населення становила 177 осіб/км².  Було 3343 помешкання (131/км²).
Расовий склад населення:
| - 86,6 % — білих - 1,5 % — корінних американців - 1,0 % — азіатів - 0,7 % — чорних або афроамериканців - 0,3 % — вихідців з тихоокеанських островів - 5,0 % — осіб інших рас |

До двох чи більше рас належало 4,9 %. Частка іспаномовних становила 12,2 % від усіх жителів.
За віковим діапазоном населення розподілялося таким чином: 14,2 % — особи молодші 18 років, 72,3 % — особи у віці 18—64 років, 13,5 % — особи у віці 65 років та старші. Медіана віку мешканця становила 48,2 року. На 100 осіб жіночої статі у переписній місцевості припадало 119,8 чоловіків;  на 100 жінок у віці від 18 років та старших — 119,3 чоловіків також старших 18 років.
Середній дохід на одне домашнє господарство  становив 64 080 доларів США (медіана — 44 127), а середній дохід на одну сім'ю — 73 428 доларів (медіана — 53 250). Медіана доходів становила 60 238 доларів для чоловіків та 42 891 долар для жінок. За межею бідності перебувало 18,2 % осіб, у тому числі 40,4 % дітей у віці до 18 років та 1,4 % осіб у віці 65 років та старших.
Цивільне працевлаштоване населення становило 1888 осіб. Основні галузі зайнятості: освіта, охорона здоров'я та соціальна допомога — 21,5 %, науковці, спеціалісти, менеджери — 13,7 %, будівництво — 10,4 %, мистецтво, розваги та відпочинок — 9,9 %.